# Katedrála Srdce Ježíšova (Sarajevo)
Katedrála srdce Ježíšova (bosensky Katedrala Srca Isusova) se nachází v Sarajevu, v centru města, nedaleko od čtvrti Baščaršija. Známá je též pod názvem Sarajevská katedrála (bosensky Sarajevska katedrala).
Jedná se o největší stavbu svého typu v celé Bosně a Hercegovině. Je centrem Vrhbosenské arcidiecéze, sídlí tu arcibiskup (v roce 2006 jím byl monsignore Vinko Puljić).

## Historie
Potřebu výstavby katedrály definoval především nárůst katolického obyvatelstva v (nejen) v souvislosti s uvedením Rakousko-uherské správy v Bosně a Hercegovině po Berlínském kongresu v roce 1878. První plány na výstavbu katedrály byly v roce 1882 svěřeny rakouskému architektovi Heinrichu Ferstelovi. Měla se nacházet na břehu řeky Miljacky v prostorách dnešního domu armády. Výsledný plán však byl příliš velkolepý a pro radnici města příliš drahý, nakonec proto z jeho realizace sešlo. Výstavbu kostela nakonec financovaly i dobrovolné příspěvky některých rakouských měst.
V roce 1883 byl vybrán pozemek pro výstavbu katedrály tam, kde byla nakonec postavena. Původní myšlenka, že se zde má nacházet městská tržnice, nakonec nepadla na úrodnou půdu. Za vznik svatostánku se zasloužil především tehdejší arcibiskup Josip Stadler. Architekti byli Josip Vancaš a Karel Pařík, kteří budovu vystavěli ve slohu pseudogotickém s prvky pseudorománskými. Jako model jim posloužila slavná katedrála Notre-Dame v Paříži. Vitráže kostela navrhl Josip Vancaš a zhotovila je rakouská firma z Innsbrucku.
Stavební práce začaly 25. srpna 1884. O rok později byl do základů vložen základní kámen. V březnu 1887 probíhaly stavební práce na západní věži. Výstavba byla dokončena dne 9. listopadu 1899 v termínu, který byl dohodnut s dodavatelem. Následně byl kostel vysvěcen. Při jejím otevření byl přítomen i dubrovnický arcibiskup.
Během občanské války v Jugoslávii a v jejich nástupnických zemích v 90. letech byla budova značně poškozena, avšak nejtěžší dobu obléhání vydržela. Po válce tak následovala rekonstrukce; dnes se jedná o jednu z významných památek města. Její průčelí je též i stylizovaně zobrazené na vlajce Kantonu Sarajevo.
V roce 1975 byla katedrála spolu s několika domy v okolí zapsána jako kulturní památka. Po vzniku nezávislé Bosny a Hercegoviny je evidována stavba samotná jako kulturní památka. V letech 1985 až 1989 se uskutečnila rozsáhlá rekonstrukce chrámu; v roce 1988 byly obnoveny vitráže.